# Miguel Ibarra Andrade
Miguel Ángel Ibarra Andrade (New York, 15 marzo 1990) è un calciatore statunitense, centrocampista dell'AV Alta.